# 雲林県市区公車
雲林県市区公車（うんりんけんしくこうしゃ）は台湾雲林県政府工務処が管轄し、民間事業者によって斗六市市内、北港鎮内、水林郷内と虎尾鎮内で運行されているバス路線網である。

## 路線一覧
- 嘉義客運
  - 台湾好行
    - Y01斗六古坑線

  - 普通の市区バス
    - 202元長高鉄線
    - 203北港 -  水林蘇秦海埔

- 台西客運（中国語版）
  - 斗六市公車
    - 101(斗六市西環線）
    - 102(斗六市北環線）
- 雲林客運（中国語版）

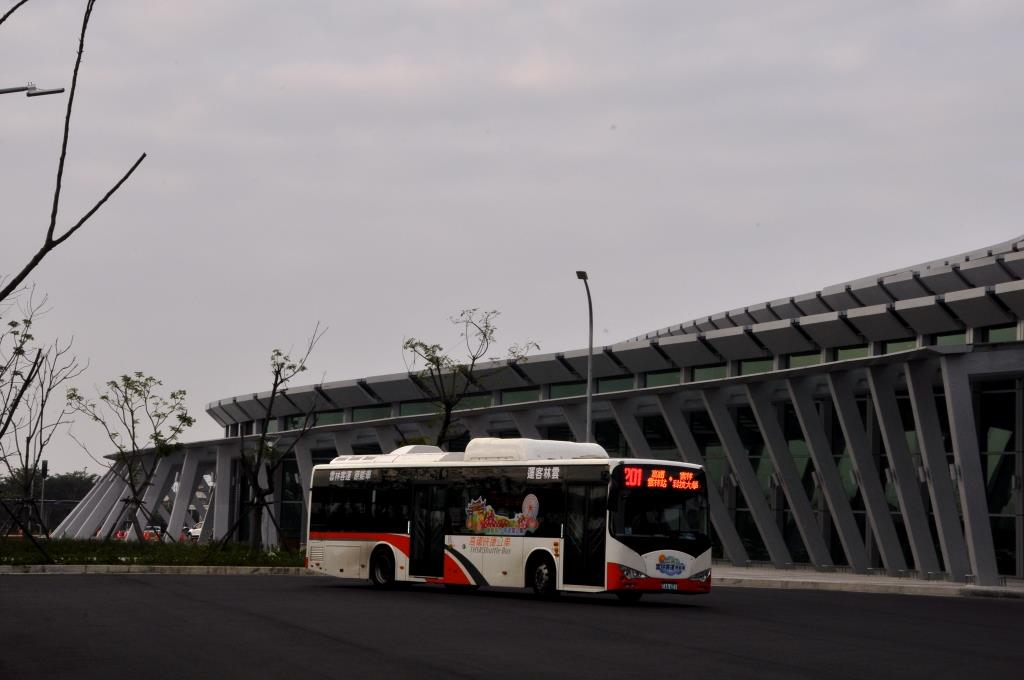
高鉄シャトルバス201系統（雲林駅）

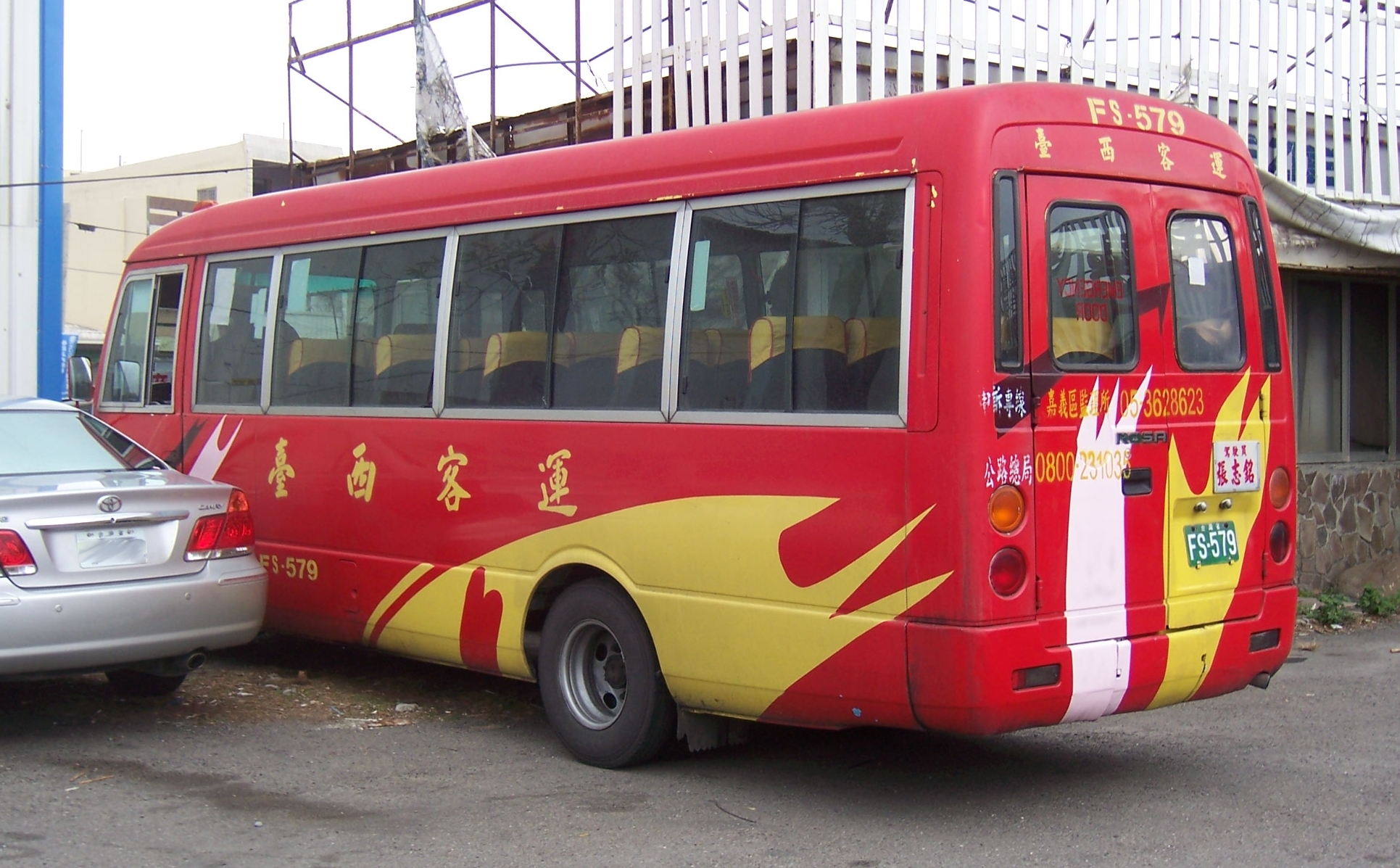
斗六市公車用台西客運三菱ふそう・ローザ車両

  - 高鉄快捷公車（中国語版）（台湾高鉄シャトルバス）
    - 201（国立雲林科技大学 - 斗六 - 雲林駅）

## 運賃
現在現金で一律運賃20元で、学生用IC乗車カードで一律運賃17元。

## 利用できるICカード
- 一卡通(iPASS)
- 悠遊卡(Easycard)

## 歴史
- 2015年
  - 7月9日 - 台西客運により雲林県市区公車（斗六市公車）の運営開始[1]。
  - 12月1日 - 高鉄雲林駅開業に伴いシャトルバス201系統の運行開始[2]。